# Problema elastoplástico
El problema elastoplástico es el problema físico-matemático de encontrar los desplazamientos y las tensiones en un sólido deformable elasto-plástico, partiendo de la forma original del sólido, de las fuerzas actuantes sobre el mismo, los desplazamientos impuestos de algunos puntos de la superficie del sólido y las ecuaciones constitutivas del material del que está hecho el sólido. 
El problema anterior ha sido extensivamente analizado en el caso lineal, en el que la tensión depende linealmente de la deformación elástica como de las variables internas de plasticidad. Para el caso no lineal no existen resultados generales. Debe tenerse presente que aún en este caso "lineal" la deformación total, que es la suma de la deformación elástica más la deformación plástica, no depende linealmente de la tensión (por tanto aquí la "linealidad" se refiere sólo a la dependencia con la parte elástica de la deformación).

## El problema elasto-plástico lineal
El problema elasto-plástico lineal comparte con el problema elástico lineal en que puede ser formulado variacionalmente y en ese caso queda garantizada la existencia y unicidad del problema, gracias a una generalización del teorema de Lax-Milgram. Sin embargo, una diferencia importante es que el caso con plasticidad involucra desigualdades que dan cuenta de la disipación plástica de energía, que da lugar a deformaciones irreversibles.
Las ecuaciones básicas del problema elasto-plástico son las siguientes:

(1){\displaystyle {\begin{cases}-{\mbox{div}}{\boldsymbol {\sigma }}=\mathbf {f} \\{\boldsymbol {\sigma }}=\mathbf {C} ({\boldsymbol {\varepsilon }}-{\boldsymbol {\tilde {\varepsilon }}})&{\boldsymbol {\chi }}=\mathbf {H} ({\boldsymbol {\xi }})\\{\boldsymbol {\varepsilon }}(\mathbf {u} )={\frac {1}{2}}({\boldsymbol {\nabla }}\otimes \mathbf {u} +\mathbf {u} \otimes {\boldsymbol {\nabla }})\end{cases}}}

Donde {\displaystyle \scriptstyle {\boldsymbol {\tilde {\varepsilon }}}} es parte plástica de la deformación. La primera es una ecuación vectorial con tres ecuaciones independientes que representa la ecuación de equilibrio que relaciona las fuerzas aplicadas con las tensiones mecánicas. La segunda de ellas es la ecuación constitutiva que relaciona el tensor tensión con el tensor deformación y la relación entre las variables internas que gobiernan en endurecimiento y la variable termodinámicamente conjugada, siendo {\displaystyle \scriptstyle \mathbf {H} } el tensor que módulos de endurecimiento. La última representa la relación entre los desplazamientos y la deformación total. A estas ecuaciones debe sumársele la ley de flujo que da la disipación plástica:

(2){\displaystyle D({\boldsymbol {\delta }},{\boldsymbol {\eta }})\geq D({\boldsymbol {\dot {\tilde {\epsilon }}}},{\boldsymbol {\dot {\xi }}})+{\boldsymbol {\sigma }}:({\boldsymbol {\delta }}-{\boldsymbol {\dot {\tilde {\varepsilon }}}})+{\boldsymbol {\chi }}:({\boldsymbol {\eta }}-{\boldsymbol {\dot {\xi }}}),\quad \forall ({\boldsymbol {\delta }},{\boldsymbol {\eta }})\in K_{p}}

Donde {\displaystyle \scriptstyle K_{p}=dom\ D} es el conjunto admisible de direcciones en el espacio de deformaciones y variables internas, propias de cada material plástico. La función de disipación requiere considerar el conjunto de tensiones generalizadas admisibles {\displaystyle \scriptstyle K} (que es cerrado y convexo) cuya frontera topológica {\displaystyle \scriptstyle \partial K} es precisamente la superficie de fluencia, así se define la región elástica como el interior de la región de tensiones generalizadas admisibles {\displaystyle \scriptstyle intK}, la función de disipación viene dada por:

{\displaystyle D({\boldsymbol {\dot {\tilde {\varepsilon }}}},{\boldsymbol {\dot {\xi }}})=\sup _{({\boldsymbol {\sigma }},{\boldsymbol {\chi }})\in K}({\boldsymbol {\sigma :{\dot {\tilde {\varepsilon }}}}}+{\boldsymbol {\chi :{\dot {\xi }}}})}

Además por coveniencia se considera usualmente como condición inicial para el desplazamiento la siguiente concidión:

{\displaystyle \mathbf {u} (\mathbf {r} ,0)=\mathbf {0} }

### Condiciones de regularidad
Cuando tratan de establecerse condiciones de existencia y unicidad del problema elastoplástico anterior ese necesario hacer algunas hipótesis de regularidad sobre las funciones y parámetros que definen el problema. Entre ellas que el tensor de constantes elásticas {\displaystyle \scriptstyle \mathbf {C} } tenga componentes que satisfagan tanto restricciones de simetría como de acotación:

{\displaystyle C_{ijkl}=C_{jikl}=C_{klij};\qquad C_{ijkl}\in L^{\infty }(\Omega )}

Además de que sea puntualmente estable, es decir, que exista una constante {\displaystyle \scriptstyle C_{0}>0} tal que:

{\displaystyle C_{ijkl}(\mathbf {r} )\zeta _{ij}\zeta _{kl}\geq C_{0}|{\boldsymbol {\zeta }}|^{2},\quad \forall {\boldsymbol {\zeta }}=(\zeta _{ij})\in M^{3}}

La relación anterior debe cumplirse c.t.p. del dominio ocupado por el sólido elastoplástico. Además el tensor que caracteriza el endurecimiento {\displaystyle \scriptstyle \mathbf {H} }, que fijada una base vendrá dada por una matriz en {\displaystyle \scriptstyle \mathbb {R} ^{m}}, debe ser simétrico, acotado y estable en el sentido de que:

{\displaystyle {\boldsymbol {\xi }}\cdot \mathbf {H} ({\boldsymbol {\lambda }})={\boldsymbol {\lambda }}\cdot \mathbf {H} ({\boldsymbol {\xi }}),\quad \forall {\boldsymbol {\xi }},{\boldsymbol {\lambda }}\in \mathbb {R} ^{n};\qquad H_{ij}\in L^{\infty }(\Omega );\qquad {\boldsymbol {\xi }}\cdot \mathbf {H} ({\boldsymbol {\xi }})\geq H_{0}|{\boldsymbol {\xi }}|^{2},\quad \forall {\boldsymbol {\xi }}\in \mathbb {R} ^{n}}

### Existencia y unicidad
La existencia y unicidad de la solución está garantizada por el teorema de Lax-Milgram generalizado al caso de desigualdades ver más adelante la formulación variacional del problema. 
Nótese que el problema garantiza la unicidad de solución para la historia temporal completa {\displaystyle \mathbf {w} (t)=(\mathbf {u} (t),{\boldsymbol {\tilde {\varepsilon }}}(t),{\boldsymbol {\xi }}(t))} si se especifica la variación temporal de las fuerzas exteriores y las condiciones de contorno adecuadas. Sin embargo, una diferencia importante con el problema elástico es que si sólo se especifican las fuerzas en un instante dado, los desplazamientos, deformación plástica y variables internas no están unívocamente determinadas a menos que se haya especificado la variación de las fuerzas con el tiempo. Por esa razón los problemas plásticos con fuerzas totalmente generales sólo pueden ser abordados como problemas dinámicos, a diferencia de la mayoría de problemas de la elasticidad de interés práctico, que frecuentemente son estáticos.

## Formulación variacional
En esta sección se reformula el problema elastoplástico como un problema variacional sobre un cierto espacio de Hilbert. Dicho espacio está formado por las posibles soluciones del problema elastoplástico y sobre él se plantean desigualdes variacionales deducidas a partir de las ecuaciones diferenciales del problema elastoplástico en su forma clásica. Una vez reformulado de esa manera el problema se puede usar un resultado del cálculo variacional referente a las desigualdades variaciones elípticas de segunda especie, que garantiza la existencia y unicidad de una solución débil al problema elastoplástico en su forma débil.

### Espacios funcionales
Para la formulación variacional debe escogerse un espacio funcional adecuado sobre el que buscar las soluciones débiles del problema. Para el desplazamiento se considera un espacio de Sóbolev {\displaystyle \scriptstyle V}, mientras que para el espacio de deformaciones plásticas {\displaystyle \scriptstyle Q} se considera un producto cartesiano de espacios de {\displaystyle \scriptstyle L^{2}} con las propiedades adecuadas de simetría y similarmente para el espacio de variables internas {\displaystyle \scriptstyle M}:

{\displaystyle {\begin{cases}V=[H_{0}^{1}(\Omega )]^{3}\\Q=\{{\boldsymbol {\delta }}=(\delta _{ij})_{3\times 3}|\delta _{ij}=\delta _{ji}\in L^{2}(\Omega ),\ {\mbox{tr}}{\boldsymbol {\delta }}=0\}\\M=[L^{2}(\Omega )]^{m}\end{cases}}}

Y a partir de ellos puede construirse un espacio de Hilbert {\displaystyle \scriptstyle Z=V\times Q\times M} con el producto escalar interno dado por:

{\displaystyle (\mathbf {w} ,\mathbf {z} )_{Z}=(\mathbf {u} ,\mathbf {v} )_{V}+({\boldsymbol {\tilde {\varepsilon }}},{\boldsymbol {\delta }})_{Q}+({\boldsymbol {\xi }},{\boldsymbol {\eta }})_{M}}

Donde:
{\displaystyle \mathbf {w} =(\mathbf {u} ,{\boldsymbol {\tilde {\varepsilon }}},{\boldsymbol {\xi }})\in Z=V\times Q\times M}
{\displaystyle \mathbf {z} =(\mathbf {v} ,{\boldsymbol {\delta }},{\boldsymbol {\eta }})\in Z=V\times Q\times M}

### Formas bilineales y funcionales
Una vez definidos los espacios se pueden definir la siguiente forma bilineal a partir de las ecuaciones diferenciales que definen el problema elastoplástico en su forma clásica:

{\displaystyle a(\mathbf {w} ,\mathbf {z} )=\int _{\Omega }[\mathbf {C} ({\boldsymbol {\varepsilon \mathbf {u} }}-{\tilde {\boldsymbol {\varepsilon }}}):({\boldsymbol {\varepsilon (\mathbf {v} )}}-\delta )+{\boldsymbol {\varepsilon }}:\mathbf {H} {\boldsymbol {\eta }}]\ d\mathbf {r} }

El funcional lineal asociado a las fuerzas externas se define como:

{\displaystyle \ell (t):Z\to \mathbb {R} ,\qquad \langle \ell (t),\mathbf {z} \rangle =\int _{\Omega }\mathbf {f} \cdot \mathbf {v} \ d\mathbf {r} }

El funcional no lineal asociado a la disipación plástica es:

{\displaystyle j:Z\to \mathbb {R} ,\qquad j(\mathbf {z} )=\int _{\Omega }D({\boldsymbol {\delta }},{\boldsymbol {\eta }})\ d\mathbf {r} }

### El problema como desigualdad variacional
Una vez definidos la forma bilineal y los dos funcionales anteriores, el problema elastoplástico puede ser reescrito en forma variacional mediante esas formas definidas sobre los espacios funcionales previamente tratados. Eso se logra integrando la ecuación (2) y usando la segunda y tercera ecuaciones de (1), de las que se obtiene que:

(3){\displaystyle \int _{\Omega }D({\boldsymbol {\delta }},{\boldsymbol {\eta }})\ d\mathbf {r} \geq \int _{\Omega }D({\boldsymbol {\dot {\tilde {\varepsilon }}}},{\boldsymbol {\dot {\xi }}})\ d\mathbf {r} +\int _{\Omega }[\mathbf {C} ({\boldsymbol {\varepsilon (\mathbf {u} )}}-{\tilde {\boldsymbol {\varepsilon }}}):({\boldsymbol {\delta }}-{\dot {\tilde {\boldsymbol {\varepsilon }}}})-\mathbf {H} ({\boldsymbol {\xi }}):({\boldsymbol {\eta }}-{\boldsymbol {\dot {\xi }}})]\ d\mathbf {r} ,\quad \forall ({\boldsymbol {\delta }}-{\boldsymbol {\eta }})\in Z_{p}}

Considerando ahora el producto de la primera ecuación de (1) por {\displaystyle \scriptstyle \mathbf {v} -\mathbf {\dot {u}} } e integrando sobre el todo el sólido se tiene:

(4){\displaystyle \int _{\Omega }[\mathbf {C} ({\boldsymbol {\varepsilon (\mathbf {u} )}}-{\tilde {\boldsymbol {\varepsilon }}}):({\boldsymbol {\varepsilon (\mathbf {v} )}}-{\boldsymbol {\varepsilon (\mathbf {\dot {u}} )}})\ d\mathbf {r} =\int _{\Omega }[\mathbf {f} \cdot (\mathbf {v} -\mathbf {\dot {u}} )\ d\mathbf {r} ,\qquad \forall d\mathbf {v} \in V}

Sumando (3) y (4) se obtiene la siguiente desigualdad variacional:

(5){\displaystyle a(\mathbf {w} (t),\mathbf {z-{\dot {w}}} (t))+j(\mathbf {z} )-j(\mathbf {\dot {w}} (t))\geq \langle \ell (t),\mathbf {z-{\dot {w}}} (t)\rangle }

Para esta desigualdad una generalización del teorema de Lax-Milgram garantiza la existencia y unicidad de la solución.